# قبة يشبك من مهدي
مسجد وقبة يشبك من مهدى(أ) أنشئ هذه القبة يشبك من مهدى أحد المماليك الذين جلبهم السلطان الظاهر جقمق ليؤلف منهم بعد تربيتهم وتدريبهم حاميتة العسكرية وكان ذلك عام 842 هجرية 1438م وكانت سن يشبك وقت جلبه لا تعدو ثلاثة عشر عاما ولذلك فقد لقب بالصغير  بالمقارنة إلى المماليك الذين كانوا يشترون في ذلك الوقت من عصر المماليك الجراكسة كبار السن ويسمون بالمماليك الأجلاب أو الجلبان.

## وصفه
تتكون القبة من مربع كبير يبلغ طول ضلعه من الخارج 13.75 متر، يرتفع عن مستوى الشارع بمقدار 2.5 متر حيث بأسفله دورا أرضيا كان مستخدما كضرير لتخزين المياه، ويبلغ الارتفاع الكلى للقبة عشرين مترا.
و تقع القبة بمدينة القاهرة امام قصر القبة و بجوار إدارة مرور الحدائق

## هوامش
- أ يقال له «من» مهدي وليس «بن» مهدي لأنه مملوك اشتري من تاجر رقيق اسمه مهدي، ولم يُعرف من أبوه.